# Chiesa di Nostra Signora di Laeken
La chiesa di Nostra Signora di Laeken è una chiesa cattolica neogotica di Laeken, a Bruxelles, luogo di sepoltura della famiglia reale belga.
Venne costruita in memoria della regina Luisa, moglie di re Leopoldo I, su un progetto dell'architetto Joseph Poelaert. Il vicino castello reale di Laeken è stato, ed è tuttora, la residenza reale. Leopoldo I ha voluto che la chiesa fosse costruita in sua memoria come mausoleo per lei.

## Storia

### Costruzione

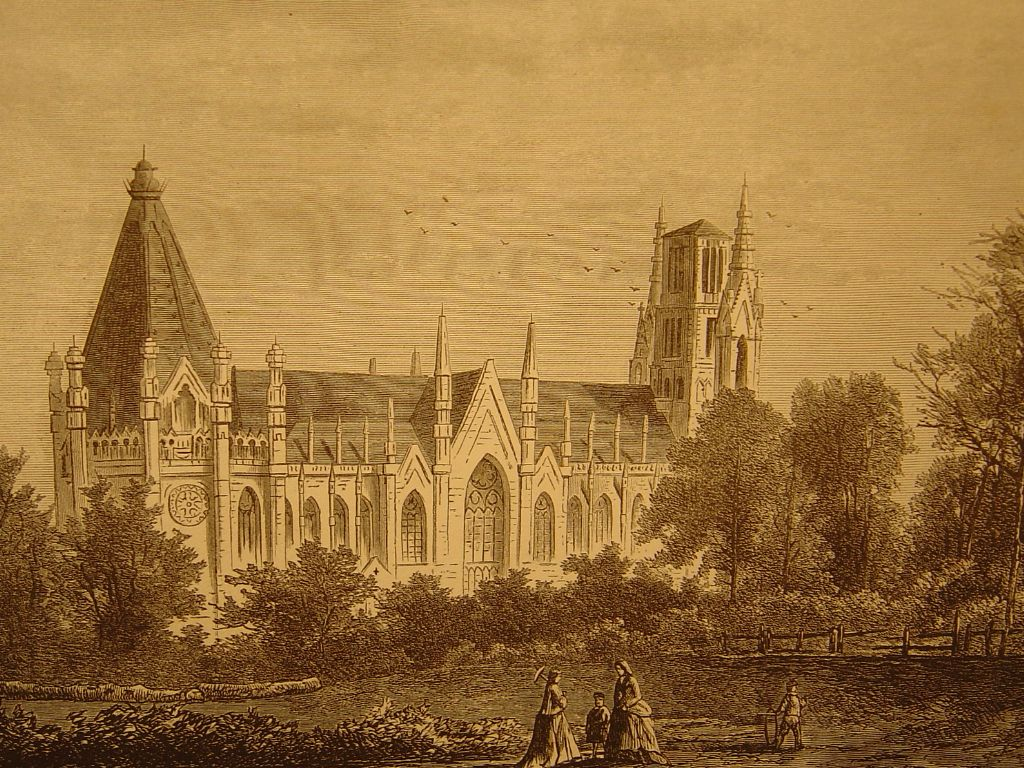
La chiesa (1872)

Sebbene sia morta a Ostenda nel 1850, Luisa d'Orléans voleva essere sepolta a Laeken. Il suo corpo riposò per alcuni anni nell'antica chiesa di Laeken. Per onorare la memoria della moglie, Leopoldo I concepì il progetto di una nuova e grande chiesa a Laeken. 
Con regio decreto del 14 ottobre 1850 il governo autorizzò la costruzione dell'edificio e indisse un concorso il cui regolamento prevedeva che la chiesa potesse contenere 2.000 persone e che il suo prezzo non dovesse superare gli 800.000 franchi. Nel 1852 la giuria scelse uno dei progetti presentati da un certo Paul Du Bois, pseudonimo di  Joseph Poelaert, allora giovane architetto di 34 anni. Il progetto inizialmente prescelto era un edificio abbastanza semplice in muratura con fasce in pietra e la cui facciata era sormontata da un'unica guglia rivestita di ardesia. 
Nel 1853 la giuria propose di modificare il progetto in direzione di una maggiore monumentalità, con una facciata neogotica a tre frecce.
Nel 1854 lo stesso Leopoldo I pose la prima pietra del nuovo edificio. 
Nel 1865 Poelaert, assorbito dal progetto del tribunale di Bruxelles dal 1862, denuncia problemi di salute e abbandona la direzione dei lavori. Gli succedettero diversi architetti: Auguste Payen, Antoine Trappeniers, Louis de Curte e Alphonse Groothaert. 

### Completamento dei lavori
L'edificio è monumentale e sebbene consacrato nel 1872, il suo completamento fu ripreso solo dopo una lunga interruzione. Fu Leopoldo II, preoccupato per l'abbellimento del luogo, che, nel 1896, rilancia il progetto ancora compromesso dalla mancanza di fondi. 

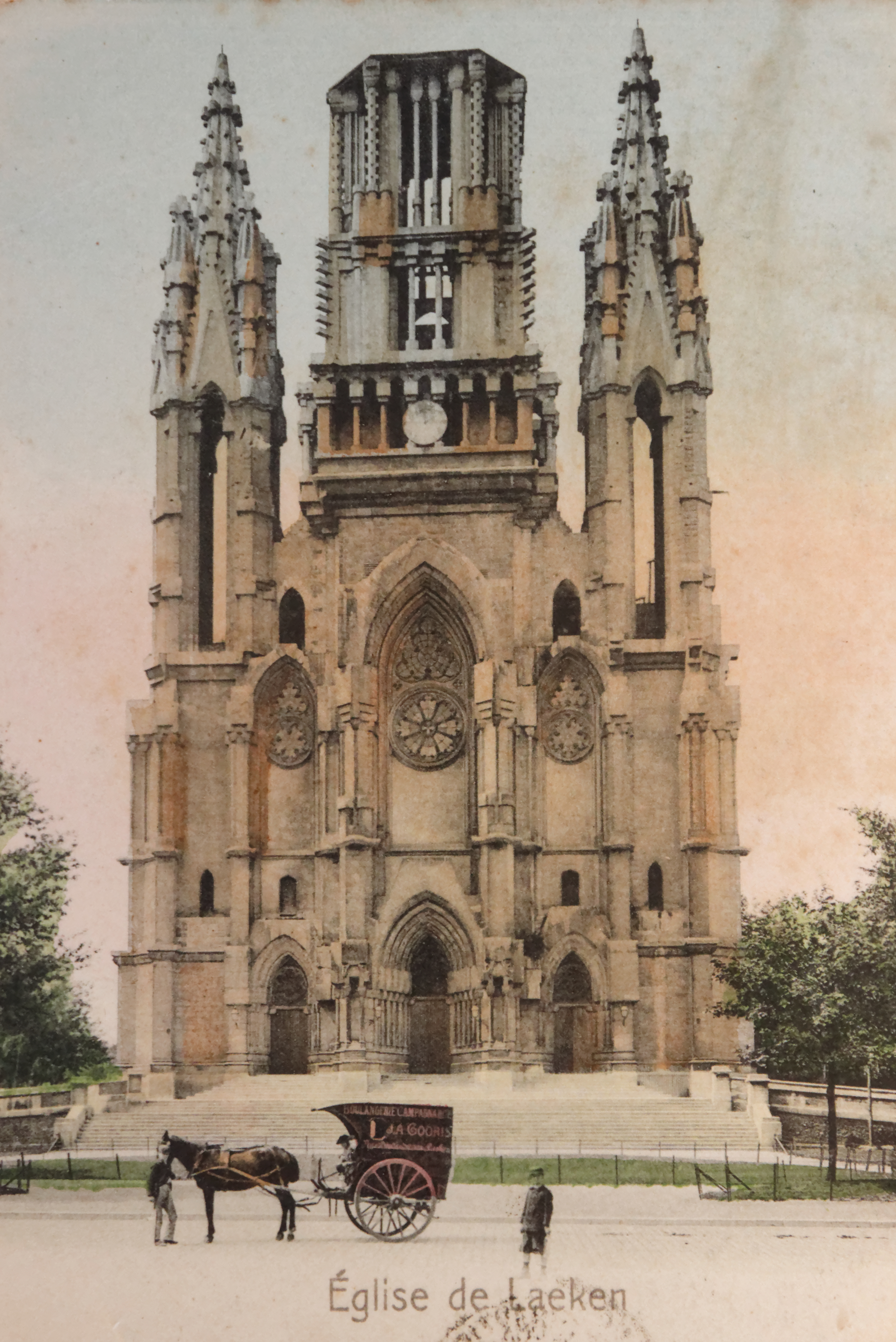
La chiesa (circa 1900).

Nel 1902, poiché l'edificio continuava a deteriorarsi, un architetto di Monaco, il barone Heinrich von Schmidt, fu incaricato di effettuare un esame generale delle sue condizioni. Nel 1907 il governo approvò il progetto di completamento della facciata principale, dei portici monumentali e della torre centrale. Questo lavoro è stato eseguito dal 1909 al 1911.

### Restauro
Nel 2003 è iniziato un progetto di restauro della facciata frontale e delle tre torri (2003-2006), delle coperture (2007-2009) e delle facciate laterali (2010-2012).

## Descrizione

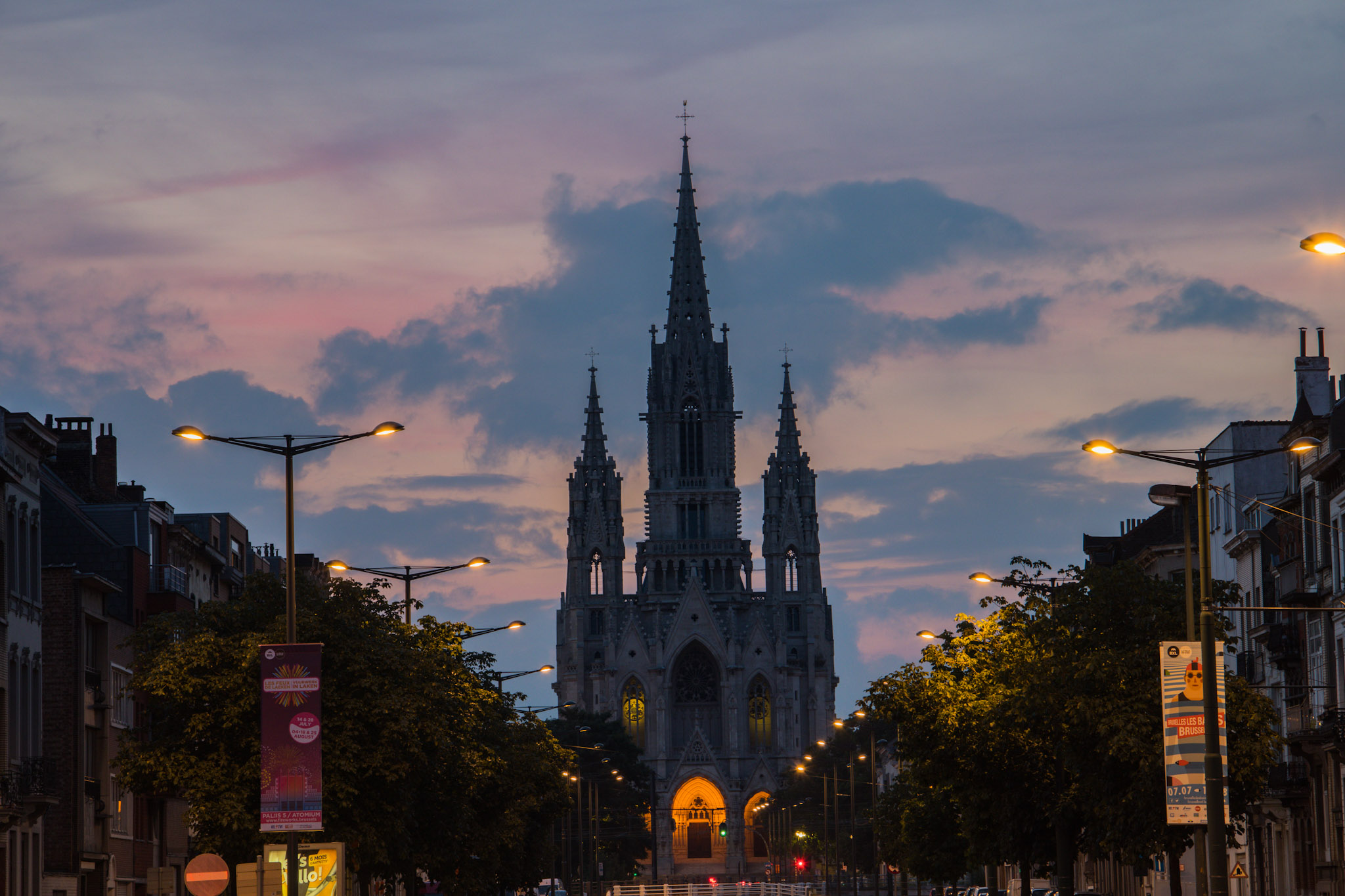
Nostra Signora di Laeken

### Cripta reale

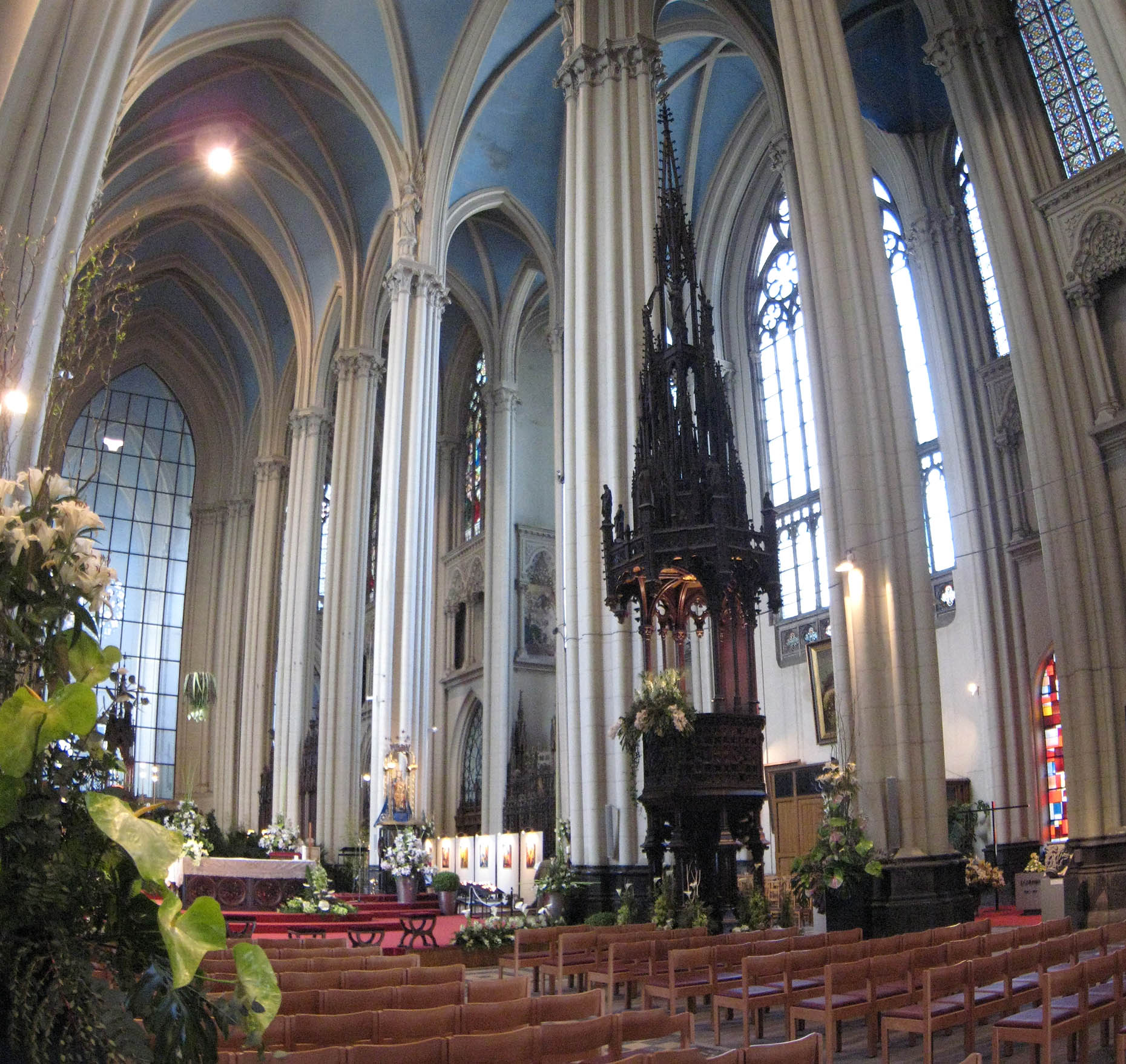
L'interno

Sotto una cappella ottagonale dietro l'abside della chiesa si trova la cripta reale. Vi sono sepolti tutti i sovrani del Belgio e i membri stretti della famiglia reale, morti dal 1850.